# 北九州土地転がし事件
北九州土地転がし事件（きたきゅうしゅうとちころがしじけん）とは、1981年に福岡県北九州市で発覚し、全日本同和会分裂の引き金となった土地転がし脱税事件。

## 経緯

### 発端
中心人物は、部落解放同盟小倉地区協書記長（当時）の木村政男と全日本同和会会長（当時）の松尾正信ならびに全日本同和会相談役（当時）など3名。この3人が北九州市で13件の土地転がしをおこない、約9億円の土地を約26億円で北九州市当局に売却し、約17億円の利益を上げていた。
このとき明るみに出た地上げ行為は全部で18件、そのうち全日本同和会会長が6件に、部落解放同盟書記長が12件に関与していた、とする資料もある。木村政男以外にも、部落解放同盟門司地協書記長（当時）の松本征幸、部落解放同盟八幡地協顧問（当時）の北代俊彦が事件に介在していた。
木村政男
北九州市八幡西区笹田の土地52.568m2、ならびに北九州市八幡西区浅川の土地9.972m2を太陽興産の岩本勝社長らと共に市に圧力をかけ、1か月から約7か月の間にそれぞれ約3.4倍、1.7倍という高値で市と公社に買い上げさせた。木村はみずからの行為について「問題の土地を買ったとすれば受ける側が悪い」「われわれを怖がって予算をつけるとすれば、市に差別意識があるからだ」「土地を買え、と市に求めるのは解放同盟における自分の当然の仕事だ。交渉だから声が大きくなることもある」と開き直った。また、土地転がしによる所得を税務申告せず脱税し、市内8つの銀行に20数億円の預金をしていると告発を受けた。
松本征幸
「地名総鑑」事件で糾弾した小野田セメントから北九州市門司区吉志の土地3.134m2、1.853m2を「児童遊園地建設」の名目で取得。この土地の価格を約3か月間に約2倍から3.5倍に吊り上げ、北九州市同和対策部の元職員ともども市と公社に圧力をかけて売りつけ、3000万円の利益を得た。このうち松本は、土地所有者からの依頼で市に口利きをして礼金30万円を受け取ったことだけを認めた。
北代俊彦
北九州市八幡西区の土地6件を、部落解放同盟八幡地協顧問の肩書きを利用して市や公社に平均3倍から4倍の値段で転売した。
松尾正信
北九州市八幡区（当時）大字楠橋の土地を坪当たり2000円前後で笠松炭鉱株式会社から買い取った直後、北九州市の幹部を自宅に呼びつけ、「解放同盟のところでは、道路の拡張で簡単に土地を買っとる。なんでこっち（全日本同和会）の土地が買えんのか。差別するのか」とこの土地を買い取ることを強要。市は初めは買い渋ったが「何の計画もないのに、土地を買うわけにはいきません。計画を立てるまでしばらく待ってください」と条件をつけ、のちに仮称「合札団地」用地として北九州市住宅供給公社が坪当たり1万円を超える高額で買い取った。この価格については「谷間や墓地があるなど、地形的に恵まれず、とても坪当たり1万円を超える土地とは思えない」と地元住民から疑義が提起された。北九州市住宅供給公社は、1972年から1976年まで15回にわたり松尾から少しずつ土地を買い続け、その間、買取価格は上昇を続け、1976年には坪当たり約6万円に達していた。この仮称「合札団地」の建設は実現せず、問題の用地は5年間放置された挙句、宅地として分譲する計画に切り替えられ、「これではまるで政策転がしだ。当初から公営住宅計画をもって、土地を購入したかどうかも疑問」と公明党の高尾新一議員から批判を受けた。松尾が北九州市八幡西区馬場山や合札などの土地転がしで得た利益は数億円にのぼったが、のち警察の捜査を受けるようになると「買収価格は市が決めたことだ」と突っぱねた。
また、市による松尾の土地の購入を知った木村政男が「同和会の土地を買うとるんなら、こっちの土地も買えるやろう」と市に要求し、みずからの所有地を太陽興産経由で公社に買わせたこともある。
なお、松尾の北九州市八幡西区の自邸は城郭をかたどった豪邸で、みずからを模した「正信観音像」が建ち、「松尾城」「楠橋城」と呼ばれる。ただし建築中に建築基準法違反であることが発覚し、市から工事中止勧告や立入検査を受けたが、松尾は「城を建てるのは小さい時からの夢で、今さらやめるつもりはない」とつっぱね、工事現場に「市の関係者及び見物人の立入禁止!! 無断で入った場合命の保障はしません!!」との看板を立てて抵抗し、工事を続行した。この邸宅の建築費も土地転がしで儲けたとみられている。

### 各紙の報道、住民による告発、監査請求
1981年6月16日、ローカル紙『小倉タイムス』がこの事件を「住宅公社舞台に六億円の土地転がし」「畑中助役 解同書記長 業者のトリプルプレー」「無用の山林八倍に "買わねば糾弾するぞ"」などの見出しで大きく報道した。最初に明るみに出たのは解同書記長の木村政男による土地転がしだった。当初、『小倉タイムス』のスクープに動揺した部落解放同盟小倉地協は「小倉タイムスの陰謀、書記長悪辣なデッチ上げを告訴するようだ」という大型ニュースビラを各方面にばら撒いたが、内容は支離滅裂だったという。
1981年6月25日、北九州市の定例市議会で日本共産党の坂田隆議員がこの問題を追及。これに続いて『赤旗』『朝日新聞』『讀賣新聞』『西日本新聞』などの各紙がこの事件を大々的に取り上げ、同年8月31日には、北九州市の市民279人が、暴力団に対する同和資金の貸付や、年間200数十億円にのぼる同和予算の使途糾明につき、監査請求を提出した。
同年9月14日、市民代表が解同書記長木村政男を所得税法違反（脱税）容疑で、元太陽興産社長ら3名を国土利用計画法違反で福岡地方裁判所小倉支部に告発。同年9月21日、元太陽興産社長らが法人税法違反容疑で福岡地方裁判所小倉支部に告発。同年9月25日、元太陽興産社長らが小倉簡裁で5万円の罰金刑を受ける。翌9月26日、木村と元太陽興産社長が北九州市門司区田野浦の土地売買をめぐり国土利用計画法違反で福岡地方裁判所小倉支部に告発される。同年9月28日、谷伍平市長（当時）ら市幹部が背任容疑で告発される。八幡西区笹田の土地で土地転がしを知りつつ高く買い上げ、市に損害を与えたとの容疑であった。
同年10月、日本共産党の議員団が現地調査をおこなう。同月、会計検査院が北九州市の同和行政に対する検査を表明。
同年11月、土地転がし脱税糾明署名推進会議が事務監査請求の署名運動を始め、全市有権者の約20パーセントにあたる14万人以上の有効署名（法定数の約10倍）を集めた。同月24日、市民代表が同和会会長を脱税容疑で福岡地裁に告発。同月25日、さらに市民代表は谷伍平市長（当時）らを相手取り、総額7億4000万円の損害賠償を求め、住民訴訟を起こした。転がした土地を市長らが不当な高値で公費購入し、市民に損害を与えたとの理由による。
同月25日、部落解放同盟小倉地協の会計担当者が市職員に暴行を働き、公務執行妨害ならびに傷害容疑で逮捕される。事件の発端は、1980年初頭、八幡西区笹田の土地買収に木村が絡んでいることを聞いた会計担当者が「地元の八幡地協を通さないのはおかしい」と市にねじ込んだことであった。逮捕後、この会計担当者は「木村前書記長はあれだけやっても逮捕されなかった。笹田の土地は必要もなかったのに」と捜査員の前で涙を流して悔しがったという。この会計担当者は、のち懲役10か月、執行猶予3年の有罪判決を受ける。この事件については、地協が早くも1980年初頭の段階で木村による土地転がしの事実を把握していたにもかかわらず地協内部で自浄作用が働かなかったのはなぜなのかと批判されている。
また、木村の脱税については、福岡国税局職員が木村と癒着し高級ホテルで接待を受けていたという福岡県警察小倉北警察署の内偵報告もある。
同年12月10日、解同シンパの野間宏や井上清、奈良本辰也、日高六郎の4人が、解同に連名で「要望書」を提出。事件の真相究明と見解表明を要求した。
1982年1月30日、『毎日新聞』が「木村前解同小倉地協書記長は五二〇〇万円の修正課税 過少申告洗い直し」の見出しで、この土地転がし脱税事件をトップで報道。同日、『朝日新聞』夕刊は「解放運動二幹部 過少申告明るみ 松尾全日本同和会長 木村前解同小倉支部長 所得修正や課税 二億円と五千万円余」の見出しで、やはりトップ報道。1月31日の『讀賣新聞』朝刊は北九州市当局側の不正を「住宅公社が土地疑惑"隠滅"北九州市資料一〇〇点を廃棄」と一面トップで報じるなど、スクープ合戦となった。
1982年6月21日、木村と元太陽興産社長が国土利用計画法違反でそれぞれ5万円の罰金刑を受ける。
1982年6月末、木村政男が工藤會2代目矢坂組幹部小松恵ら3人の暴力団員により拉致監禁され、全治4週間の重傷を負う事件が発生。木村は7月10日未明に解放されるまで12日間にわたって裸にされ、鎖で巻かれ、両手両足に手錠をかけられ、木刀や竹刀や角材で殴られ、包丁と針で全身約150か所を刺され、失神するまで水風呂に頭を押し込まれ、指に鉛筆を挟んで押し曲げられ、「目を突いてやる」「殺すぞ」などの脅迫を受けた。事件の動機は金銭が絡んだ恐喝と見られたが、木村は「金目当てに脅されたのではなく、土地疑惑とも無関係」と主張した。しかし木村の主張を疑問視し、真相は谷市長の選挙資金3000万円の授受をめぐるトラブルだったのではないかと考える向きもある。
最終的に北九州市民の監査請求は退けられ、谷市長は僅差で再選した。背任容疑による谷市長らへの告発も、1982年10月28日、嫌疑なし、あるいは嫌疑不十分とされて不起訴となった。また同日、木村と元太陽興産社長らに対する脱税告発も嫌疑不十分で不起訴となった。これに対し、告発者の市民グループや自由法曹団では不起訴処分を不服とし、小倉検察審査会に「政治的な不起訴である」と異議申立てをおこなった。

### 部落解放同盟の動き
1982年2月26日、部落解放同盟福岡県連合会が中央本部に「中間報告書」を提出したが、その内容は、「木村政男氏は事件とかかわっているとはいえない」「脱税容疑での告発については本人が弁護士と相談し、誣告罪で告訴を準備中」「北代俊彦氏は、同氏が経営する不動産会社の営業活動として一連の土地売買をおこなった」と木村や北代の無実を主張すると共に「共産党の意識的なデッチ上げ攻撃、それに悪のりした低俗なマスコミの大合唱」「七ヶ月間の大キャンペーンを見るに、それは悪意に充ちて、無法集団、悪の温床としての解放同盟、部落を印象づける」「差別キャンペーン」であるとマスコミ報道を非難し、さらに「北九州市当局の無原則的な土地購入が数々の疑惑を生み出す余地をつくっている」「市当局の体質が、（部落解放同盟）幹部の不正、疑惑を助長させている」と北九州市当局を非難するものだった。部落解放同盟小倉地協委員長（当時）の木村正幸は「一連の土地疑惑は解放同盟、解放運動とは全く無縁のもの」との声明を発表し、今回の事件はあくまで個人の問題であると強調したが、部落解放同盟中央執行委員（当時）の西岡智と駒井昭雄は部落解放同盟中央本部に内部告発的な意見書を出し、「個人としての行為で、解放同盟の組織はなんにも関知しないと述べたところで、なんの説得力をもつものでもない」と訴えた。
部落解放同盟福岡県連合会の「木村政男氏は事件とかかわっているとはいえない」という中間報告とは裏腹に、1982年8月27日、部落解放同盟小倉地協は独自の調査の結果、木村政男を「どのようにヒイキ目に見たとしても『白』とする材料のカケラも無い」「過去、各種報導（ママ）機関が、種々報導（ママ）してきたことが、それなりに一定の根拠にもとづき報導（ママ）されて来たとの心証をえた」と判断し、すでに1年間の権利停止処分を受けていた木村政男の処分期間を10年に延長した。
ただし、部落解放同盟中央本部の上杉佐一郎は「（地協の処分内容は）解放同盟の方針に反しており、組織を指導する」と、この処分に異議を唱えた。もともと上杉は福岡県知事亀井光との団交中、亀井を殴って全治1週間の怪我を負わせたところ、警察には上杉の部下の木村が身代わりで出頭し、その論功行賞で木村を部落解放同盟小倉地協書記長に抜擢したという経緯があった。

### 全日本同和会の分裂
一方、同和会では、この事件を機として自民党から当時の同和会会長に対する批判が噴出。自民党内では同和対策事業特別措置法の打ち切りを求める意見が強くなった。結局、被差別部落の保守層を支持基盤に持つ自民党議員たちの要請で、1982年3月に地域改善対策特別措置法が成立したものの、自民党と同和会の間に生じた亀裂は埋まらなかった。
同和会ではこれ以後も利権がらみの不祥事が続出したため、岐阜県・徳島県・香川県・高知県・京都府など12の府県で県連の全部または一部が同和会から脱退した。1986年4月、これらの府県連が全国自由同和会を結成した。